# Robert C. Tyler
Robert Charles Taylor (Hardwick (Massachusetts), 4 december 1832 – West Point (Georgia), 16 april 1865) was een brigadegeneraal in het Confederate States Army tijdens de Amerikaanse Burgeroorlog. Hij was de laatste generaal die sneuvelde tijdens het conflict.

## Vroege jaren
Robert Charles Tyler werd geboren op 4 december 1832 als Reuben Cutler Tyler. Hij was de zoon van Reuben en Elizabeth Billings Tyler uit Hardwick, Massachusetts. Zijn vader was landbouwer en deken van de lokale kerkgemeenschap. In 1852 verhuisde Tyler naar Yolo County, Californië waar hij geregistreerd werd als landbouwer. In 1855 woonde hij in Sonoma County waar hij vervolgd werd vanwege schulden. Hij nam als luitenant dienst in de Filibuster oorlog en vocht in Nicaragua in 1856 en 1857. Rond deze tijd werd hij "R. Charles" of "Robert Charles" Tyler genoemd waarschijnlijk om zijn schuldeisers te slim af te zijn. Hij verbleef kort in Baltimore waar hij werkzaam was als klerk. Net voor het begin van de Amerikaanse Burgeroorlog verhuisde hij naar Memphis, Tennessee waar hij werk vond als kantoorbediende.

## De Amerikaanse Burgeroorlog
Toen de oorlog uitbrak nam Tyler dienst in het Confederate States Army als gewone soldaat in de D Company van het 15th Tennessee Infantry Regiment. Hij werd al snel bevorderd tot sergeant-kwartiermeester. Op 26 september 1861 werd hij opnieuw bevorderd tot kwartiermeester van het regiment en hij zou al snel deel uitmaken van de generale staven van Benjamin  Cheatham en Gideon Johnson Pillow als kwartiermeester-generaal met de rang van majoor.
Kort voor de Slag bij Belmont werd hij benoemd tot luitenant-kolonel omdat zijn voorganger langdurig afwezig was. Hij behield het commando over het regiment tot de Slag bij Shiloh waar hij gewond raakte op 7 april 1862. Hij werd geprezen voor zijn moed en inzet door zijn bevelhebber brigadegeneraal Bushrod R. Johnson.
Het regiment werd naar Corinth, Mississippi gestuurd om nieuwe wapenrusting te krijgen. Tyler werd verkozen en benoemd tot kolonel van het regiment. Tijdens de Kentuckyveldtocht werd hij door general Braxton Bragg benoemd tot hoofd van de militaire politie of Provost Marshal in het Army of Tennessee. Na de Slag bij Stones River werd het zwaar gehavende 15th Tennessee Regiment samengevoegd met het 37th Tennessee Infantry Regiment. Tyler werd door Bragg aangesteld als de nieuwe bevelhebber van dit samengesteld regiment. Tijdens de Slag bij Chickamauga veroverde Tyler met zijn regiment 4 vijandelijke kanonnen. Hij raakte lichtgewond bij een aanval de dag erna.
Na de slag werd brigadegeneaal William B. Bate bevorderd tot bevelhebber van een divisie waarop Tyler zijn brigade overnam. Naast het 15-37th Tennessee had hij nu ook het 10th, 20th en 30th Tennessee Regiments, het 1st Tennessee Battalion en het 4th Georgia Battalion en 37th Georgia Regiment onder zijn bevel. Tijdens de Chattanoogaveldtocht werd zijn brigade opgesteld op Missionary Ridge nabij het hoofdkwartier van Bragg in het centrum van de Zuidelijke slagorde. In de daaropvolgende Slag bij Missionary Ridge kon Tyler een aanval afslaan van de Noordelijke brigade onder leiding van George D. Wagner, maar moest terrein prijs geven na een aanval op de flank door brigadegeneraal William B. Hazen. Toen hij probeerde om zijn vluchtende manschappen te hergroeperen, raakte Tyler opnieuw gewond aan zijn linkerbeen.
Uiteindelijk diende zijn been te worden geamputeerd. Hierdoor liep hij de rest van zijn leven rond met krukken. Om te herstellen van zijn verwonding werd hij naar een hospitaal in West Point, Georgia gebracht. Hij was nog steeds herstellende toen hij werd bevorderd tot brigadegeneraal op 23 februari 1864. Hij keerde niet meer terug naar zijn brigade. Hij werd benoemd tot bevelhebber van een militair kamp bij Macon waar infanteristen getraind werden. Toen het kamp opgegeven werd, keerde Tyler terug naar West Point, Georgia. Daar nam hij het bevel op zich van Fort Tyler. Dit was een klein aarden fort met twee kleine kanonnen en een 32-ponder. Zijn taak was om de nabijgelegen spoorwegbruggen over de Chattahoochee te beschermen met een klein detachement soldaten.

### De Slag bij West Point
In de ochtend van 16 april 1865, zeven dagen na de overgave van Robert E. Lee's Army of Northern Virginia, werd Fort Tyler aangevallen door een Noordelijke cavaleriebrigade onder leiding van Oscar Hugh La Grange. De slag duurde het grootste deel van de dag terwijl de numeriek sterkere Noordelijken het fort probeerden te veroveren. Toen Tyler naar de vijandelijke stellingen wou kijken, werd hij geraakt door een sluipschutter. Deze had zich verscholen in een nabijgelegen huisje. Tyler had geweigerd om dit huisje te vernietigen omdat hij wist dat de eigenaar krap bij kas zat.
Generaal Tyler werd samen met de andere gesneuvelden begraven in het Fort Tyler Cemetery in West Point. 